# Edgerrin James
Edgerrin Tyree James (født 1. august 1978 i Immokalee, Florida, USA) er en tidligere amerikansk footballspiller, der spillede i NFL som running back. James kom ind i ligaen i 1999 og spillede frem til 2009. Han repræsenterede Indianapolis Colts, Seattle Seahawks og Arizona Cardinals.
James er en af kun få running backs i NFL's historie, der har løbet for over 10.000 yards i sin karriere i ligaen. Fire gange, i 1999, 2000, 2004 og 2005 er han blevet udtaget til Pro Bowl, NFL's All Star-kamp.

## Klubber
- Indianapolis Colts (1999–2005)
- Arizona Cardinals (2006–2008)
- Seattle Seahawks (2009)